# أولاد دحو
أولاد داحو قرية مغربية بعمالة إنزكان آيت ملول جنوبي أكادير، تضم بلدة أولاد داحو 12.902 نسمة (إحصاء 2004).